# Nordiska mästerskapen i brottning 1987
Nordiska mästerskapen i brottning 1987 hölls den 4 april 1987 i Sønderborg i Danmark. Det var den 30:e upplagan av tävlingen och andra gången den hölls i Sønderborg efter att tidigare arrangerats där 1971.

## Medaljtabell
*   Värdland ( Danmark)
| Nr                  | Nation              | Guld | Silver | Brons | Totalt |
| ------------------- | ------------------- | ---- | ------ | ----- | ------ |
| 1                   | Sverige             | 6    | 2      | 1     | 9      |
| 2                   | Finland             | 2    | 6      | 3     | 11     |
| 3                   | Norge               | 2    | 1      | 5     | 8      |
| 4                   | Danmark*            | 0    | 1      | 1     | 2      |
| Totalt (4 nationer) | Totalt (4 nationer) | 10   | 10     | 10    | 30     |

## Resultat

### Grekisk-romersk stil
| Gren    | Guld               | Silver           | Brons          |
| 48 kg   | Lars Rønningen     | Patrik Magnusson | Ismo Kortesma  |
| 52 kg   | Jon Rønningen      | Jyrki Vesterinen | Stefan Öhrn    |
| 57 kg   | Niklas Hentunen    | Eso Murtoaro     | Stig Johansen  |
| 62 kg   | Ronny Persson      | Jouni Luokkanen  | Terje Nord     |
| 68 kg   | Lars Lagerborg     | Morten Brekke    | Anti Hirvonen  |
| 74 kg   | Roger Tallroth     | Tapio Sipilä     | Jan Pedersen   |
| 82 kg   | Magnus Fredriksson | Timo Niemi       | Øivind Aune    |
| 90 kg   | Harri Koskela      | Timo Niemi       | Stig Kleven    |
| 100 kg  | Keijo Manni        | Karl-Erik Innala | Tom Sand       |
| +100 kg | Tomas Johansson    | Niels Steffensen | Risto Salopuro |